# Göran Rothman
Göran Rothman (* 30. November 1739 in Husebybruk Småland; † 3. Dezember 1778 in Stockholm) war ein schwedischer Naturforscher und Arzt. Sein botanisches Autorenkürzel lautet „Rothman“.

## Leben und Wirken
Sein Vater Johan Stensson Rothman war Professor für Logik und Physik an der Schule von Växjö. Georg Rothman studierte ab 1757 der Universität Uppsala und promovierte dort bei Carl von Linné. Am 27. Mai 1763 verteidigte er seine Dissertation mit dem Thema: Raphania.
Seine Forschungen führten ihn 1765 auf die Åland-Inseln und von 1773 bis 1776 nach Libyen und Tunesien. Nach seiner Rückkehr arbeitete er als Arzt in Stockholm. Rothman übersetzte Schriften von Voltaire und Alexander Pope ins Schwedische.
Im zu Ehren wurde die Gattung Rothmannia Thunb. (1776) benannt.